# Can Pitxó
Can Pitxó és una masia de Maçanet de Cabrenys (Alt Empordà) inclosa a l'Inventari del Patrimoni Arquitectònic de Catalunya.

## Descripció
Masia situada a mig quilòmetre del nucli. És una masia de planta baixa, pis i golfes, amb coberta de dues vessants, amb altres construccions annexes i als seus voltants, algunes d'elles d'època posterior a la masia. El paredat d'aquesta construcció és de pedra força ben escairades i les obertures són carreuades. Una escala exterior suportda per voltes de canó porta fins al primer pis. Pel que fa a les façanes laterals cal destacar que una d'elles està arremolinada i, per tant, no veiem el parament original, però a la contrària veiem un edifici annex a la masia, de la mateixa època, i amb una inscripció a la llinda de la porta d'entrada a on també hi figura la data 1753. A continuació de la masia hi ha un mur amb una porta d'entrada en arc rebaixat, que porta a la pallissa. Aquest mur té com a elements de suports dos contraforts.